# Battle Symphony
„Battle Symphony“ je propagační singl americké rockové skupiny Linkin Park. Píseň se nachází jako čtvrtá v pořadí na sedmém studiovém albu One More Light. Autory písně jsou členové skupiny Brad Delson a Mike Shinoda. Píseň byla vydána 16. března 2017, ale na internet unikla o několik dní dříve.

## Pozadí písně
Na písni se začalo pracovat již v září roku 2016.

### Videoklip
Dne 12. ledna 2017 skupina narazila na ruskou fotografku Melissu Fox, která dočasně pracovala v Los Angeles. Potvrdili jí, že na mostě 4th Street Bridge natáčejí svůj videoklip. Téhož dne narazil na kapelu také jezdec na BMX Alfredo Mancuso, který jim půjčil svůj dron, aby s ním mohli natočit nějaké záběry.
Videoklip k písni byl zveřejněn 16. března 2017.
Skladba se objevila ve videohře Pro Evolution Soccer 2018 od vývojářské společnosti Konami.

## Obsazení

### Linkin Park
- Chester Bennington – zpěv
- Rob Bourdon – bicí, perkuse
- Brad Delson – kytary
- Dave "Phoenix" Farrell – basová kytara, doprovodné vokály
- Joe Hahn – programování, samplování
- Mike Shinoda – klávesy, doprovodné vokály